# 俄罗斯南部方言

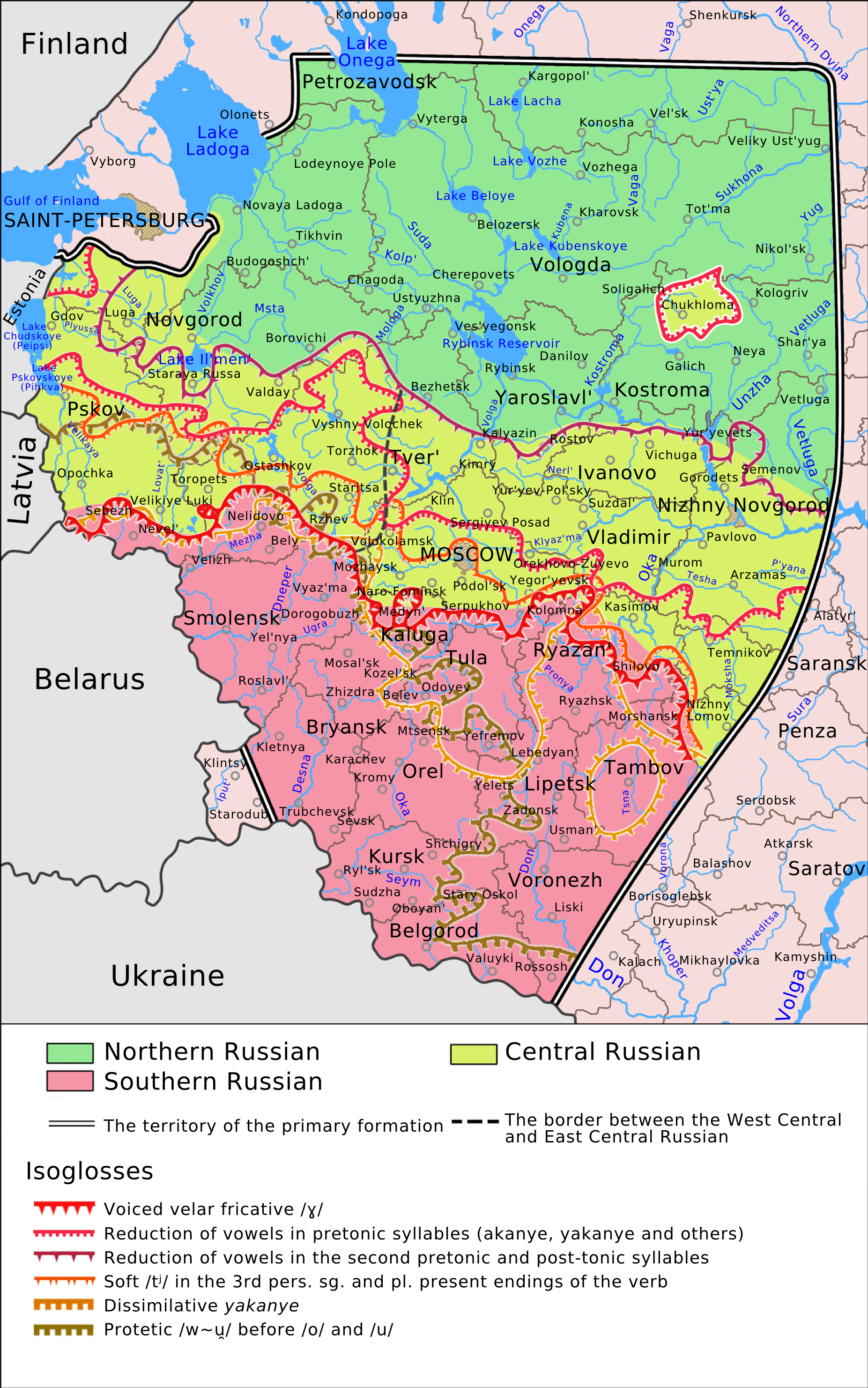
俄罗斯方言地图（红色為俄罗斯南部方言區）

俄罗斯南部方言，又称南俄罗斯方言，是俄语方言區之一，通行于南俄羅斯。现代白俄罗斯语和乌克兰语的某些方言中也有一些特征與南俄方言相似。南俄罗斯方言的主要方言特征于11至15世纪之間開始出現。例如有學者指出擦音 /ɣ/ 于11至12世纪開始出現。